# フェルデン (アラー)
フェルデン (アラー) （ドイツ語: Verden (Aller), ドイツ語発音: [ˈfeːɐ̯dn̩]、フェーアデンとも発音される）は、ドイツ連邦共和国ニーダーザクセン州のフェルデン郡に属す郡庁所在都市である。この街はヴェーザー川中流域の、アラー川がヴェーザー川に合流する河口部に位置している。この街は馬の生産と馬術競技の中心地であり、このため「ライターシュタット」（騎馬都市）と称している。「アラー」という添え名は、ドイツ語圏で古くから「フェルデン」と同じ名で呼ばれていたフランスの都市ヴェルダンと区別するために添えられていたのが習慣化したものである。

## 地理

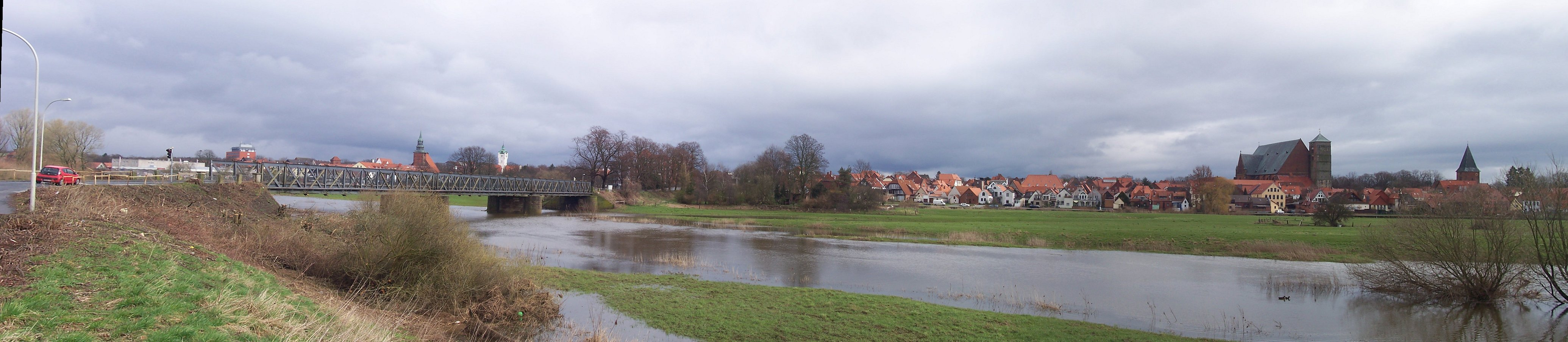
フェルデンとアラー川

フェルデンはアラー川がヴェーザー川に合流する河口の直前に位置している。河口は市の西端をなしている。この都市はブレーメンから約35km、ハノーファーから約90kmの距離にある。フェルデン旧市街はアラー川東岸にあり、対岸はヘーニッシュ区である。隣接する市町村は、ランクヴェーデル、ザムトゲマインデ・テディンクハウゼン、ザムトゲマインデ・グラーフシャフト・ホーヤ（ニーンブルク/ヴェーザー郡）、デルフェルデン、キルヒリンテルンである。

### 市区
フェルデンは、インネンシュタット（中核市区）の他に7つの地区からなり、そのそれぞれに地区議会がある。
- ボルステル
- ダウエルゼン
- デールベルゲン＝フートベルゲン
- アイッツェ
- ヘーニッシュ
- シャルンホルスト
- ヴァレ

### 近隣市町村
| アヒム、ブレーメン                                             | ランクヴェーデル、オッタースベルク        | ローテンブルク                                    |
| ブレンダー、ジーケ                                             |                                           | キルヒリンテルン、 フィッセルヘーヴェデ、ゾルタウ |
| ヒルガーミッセン、 ブルーフハウゼン＝フィルゼン、 ズーリンゲン | デルフェルデン、アイストルプ ニーンブルク | ヴァルスローデ、ツェレ                            |

## 歴史

### 古代
市の中心部に、鉄器時代初期の定住地跡がある。「Ferdi in Saxonia」という名前でカール大帝の文書に記されているのが現在の「Verden」（フェルデン）に近い名称での初めての記録である。この名前は「Furt」（徒渉地）あるいは「Fähre」（渡し場）を意味する。

### 中世
ザクセン戦争におけるカール大帝による残虐行為は、782年、ザクセンの支配地であったフェルデン周辺でピークに達した。フランク王への臣従とキリスト教への改宗を拒んだために、記録上4,500人の住民が処刑されたのである（「フェルデン血の裁判」）。
その後数世紀の間に、2つの核となる集落が結びついて1つの都市になっていった。それぞれの集落は、市庁舎やヨハンニス教会のある北市と、宗教的な中心であったフェルデン聖堂やアラー川沿いの漁村からなる南市となった。カール大帝によるキリスト教化が進められる過程でフェルデン司教区が設けられ、9世紀初めから1643年までの間に50人がフェルデン司教に就いた。フェルデンは1259年3月12日にブレーメンの都市法にならったものを制定し、司教特権によって都市権が授けられた。1568年、プロテスタントの領邦君主でありフェルデン司教のエーバーハルト・フォン・ホレによってフェルデン司教区に宗教改革がもたらされた。北市と南市は1667年にスウェーデン女王クリスティーナによって強制的に合併させられた。

### 近世
フェルデンは15世紀から三十年戦争の終わりまで帝国自由都市であった。ヴェストファーレン条約により、帝国レーエンとしてスウェーデン王の統治下に置かれた。
スウェーデン＝ブランデンブルク戦争では、フェルデンは1675年に神聖ローマ帝国諸侯とデンマークとの連合軍により占領され、1679年の終戦までその占領下に置かれた。1679年のサン・ジェルマン条約により再びスウェーデン領となった。
フェルデンはその後1719年に大北方戦争を経てストックホルム条約でブレーメンと共にブラウンシュヴァイク＝リューネブルク選帝侯領（後のハノーファー王国）に売却され、それがプロイセンに併合されたことに伴って1866年にプロイセン王国領となった。

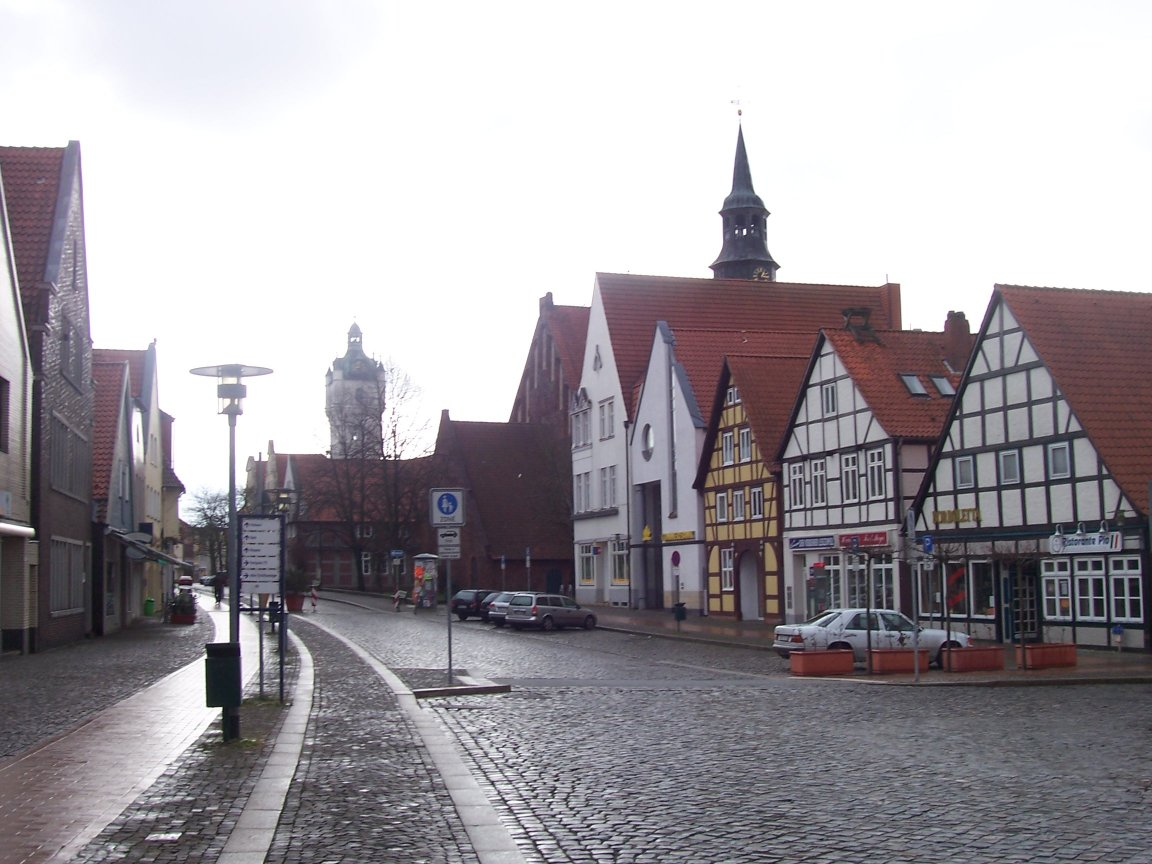
フェルデン市内グローセ・シュトラーセ

### プロイセン時代から国家社会主義時代
商業、手工業、多くの官公庁や兵舎（騎馬砲兵隊）がフェルデンの発展を支えた。軍は現在も一部が残っている。フェルデンは1943年から正式に捕虜特別裁判所の所在地となった。ヴェーラ家具工場、ガス製造所、いくつかの手工業作業所で強制労働が行われた。さらに1945年1月から4月までノイエンガンメ強制収容所の外部収容所がフェルデンに設けられ、ザクセンハインの親衛隊 (SS) 訓練施設を拡張し、SS司令部を建造する工事に8人の収容者が従事させられた。戦闘は、この街にそれほど大きな被害を及ぼさなかった。

### 戦後
1945年から1993年までフェルデンはイギリス陸軍ライン軍団、第7機甲師団の駐留地であった。市内にはシレジア、東プロイセン、ポンメルン、ズデーテン地方からの難民が新たな市民として定住した。1960年代には東欧やアナトリアからのゲスト労働者らも住み着いた。市は1985年に、市場開催権、貨幣鋳造権、関税権、専売権の獲得1000年祭を祝った。1990年以後、特にイギリス軍撤退後に空いた居住スペースに東欧からの移住者が増加している。

## 宗教

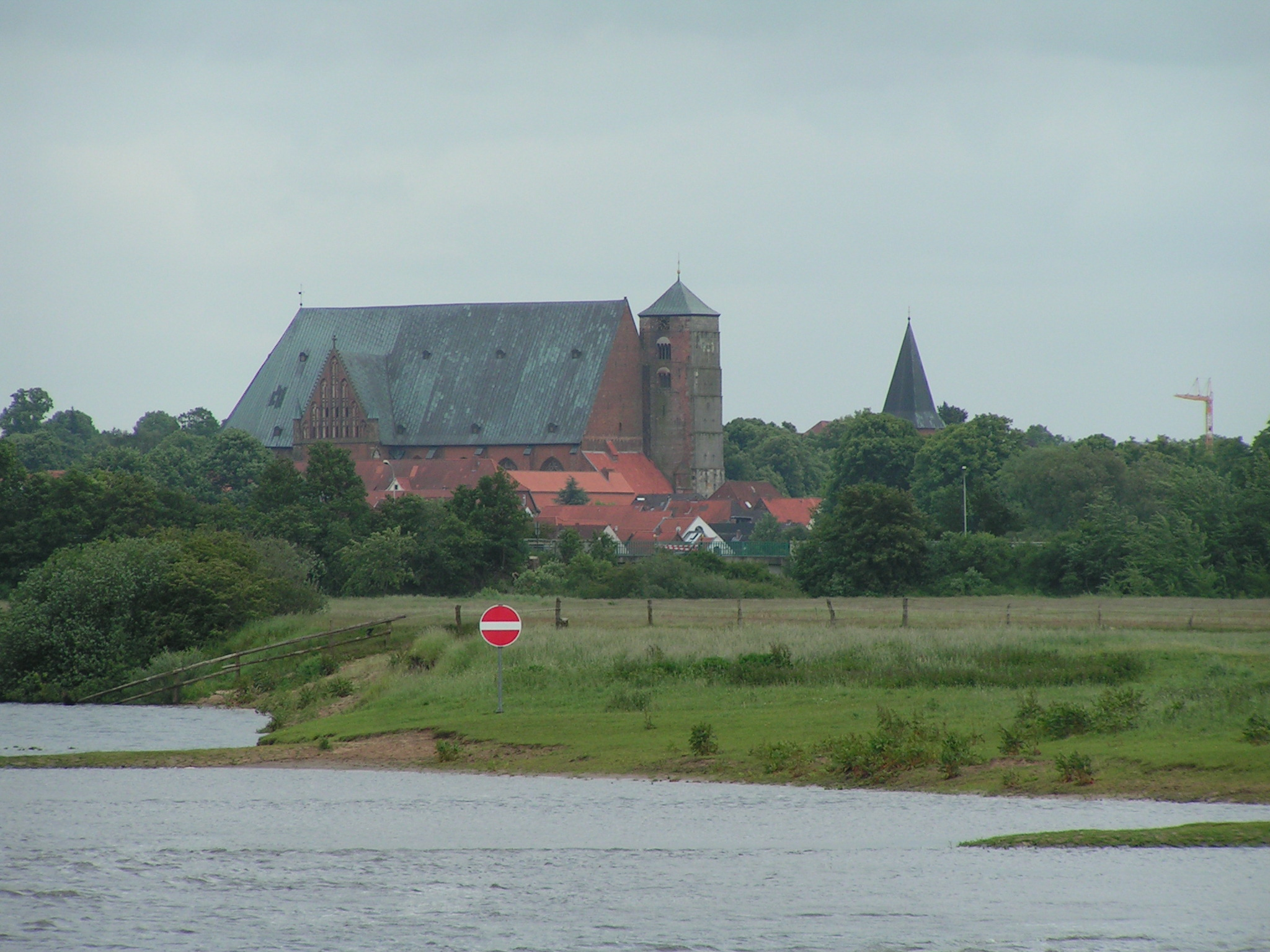
フェルデン聖堂

フェルデンは伝統的にプロテスタント＝ルター派が有力である。それ以外にも聖ヨーゼフ教会にはローマ・カトリックの首席司祭座が置かれている。また、福音派自由教会（シオン会）、自由キリスト教会、エホバの証人、新使徒派教会、アドベント教会の組織がある。大聖堂から遠くないところにはイスラム教のモスクもある。1938年まではユダヤ教の組織があり、現在ヨハニスヴァルの司法センターがある付近にシナゴーグがあった。このシナゴーグは水晶の夜事件で破壊された。アホルンヴェクとアイヒェンヴェクの角にあるユダヤ人墓地が、今でも当時のユダヤ人社会をしのばせる。

## 行政
フェルデン市長は第二次世界大戦後、1946年から2004年まで名誉市長と市監督官の二人体制であった。両者は最後の市監督官の任期が満了した後の2004年4月1日に統合された。
- 1945年 - 1946年 ヨハン・ティース（占領軍の指名による）

名誉市長
- 1946年 - 1948年 アンドレアス・ヴィルムゼン (DP-CDU)
- 1948年 - 1951年 グスタフ・シェーファー (SPD)
- 1951年 - 1952年 アンドレアス・ヴィルムゼン (DP-CDU)
- 1952年 - 1956年 グスタフ・シェーファー (SPD)
- 1956年 - 1961年 ハルトムート・フリードリヒス (Wahlgemeinschaft)
- 1961年 - 1964年 ヨハン・ティース (CDU)
- 1964年 - 1969年 クルト・ヴィンケル (SPD)
- 1970年 ハンス・トーネン (SPD)
- 1970年 - 1990年 ハルトムート・フリードリヒス (CDU)
- 1990年 - 2001年 ヴォルフガング・クリッペンドルフ (CDU)
- 2001年 - 2004年 アンゲーリカ・リュルマン (CDU)

市監督官
- 1946年 - 1947年 ヴェルナー・カッセバウム
- 1948年 - 1955年 グスタフ・ホフマン
- 1955年 - 1964年 ヘルゴ＝フリッツ・テーヴェ
- 1964年 - 1985年 カイ・フュルグラーフ
- 1985年 - 2004年 ディルク・リヒター

市長
- 2004年から ルッツ・ブロックマン (SPD)

### 市議会
市議会は36人の議員で構成される。

### 紋章
図柄: 銀地に黒いナーゲルクロイツ（下端が尖った十字）

### 姉妹都市
- ソミュール（フランス、メーヌ＝エ＝ロワール県）1967年
- ハーフェルベルク（ドイツ、ザクセン＝アンハルト州）1990年
- ウォリック（イギリス、ウォリックシャー）1990年
- ジェロナ・グラ（ポーランド、ルブシュ県）1993年
- バグラティオノフスク（ロシア、カリーニングラード州）1996年
- グロヴォ・イワヴェツケ（ポーランド、ヴァルミア＝マズールィ県）1996年

## 文化と見所

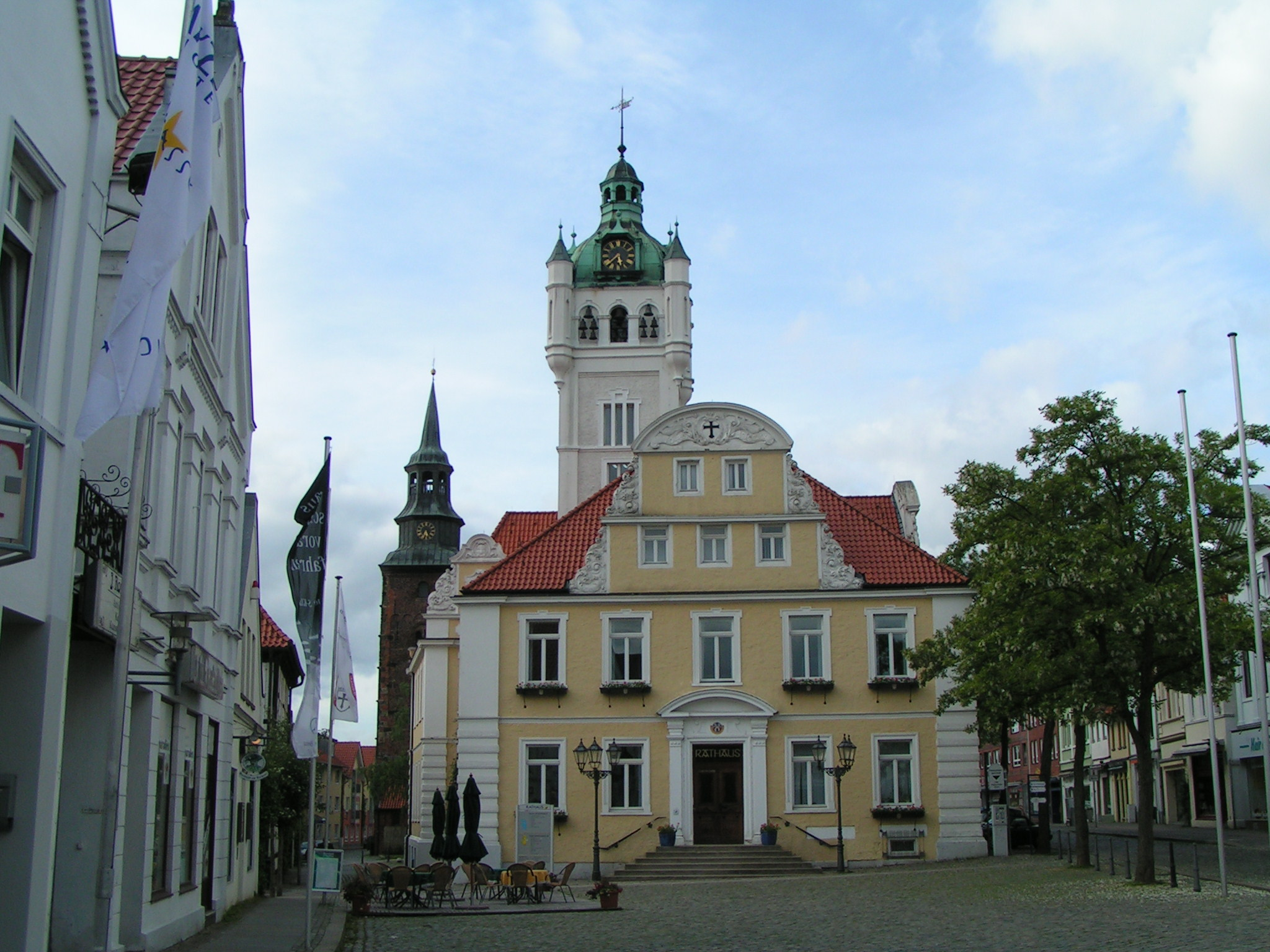
市庁舎と聖ヨハニス教会

### 街並みと建築
- 歩行者専用区域のグルーセ・シュトラーセ（大通り）を含むアラー川沿いの旧市街、飲食街のルーゲンシュタインに面した聖堂街区、シュタットハレ（市立ホール）、聖堂参事館、鉄道博物館、アラー川の観光船。
- ゴシック様式のフェルデン聖堂。13 - 15世紀の三廊式ホール教会である。
- ロマネスク様式の聖アンドレアス教会。司教イゾー・フォン・ヴェルペの廟がある。
- 聖ヨハニス教会。北ドイツで最も古いレンガ造り建造物の一つである。
- 旧市庁舎。
- 建物の少ないアラー川対岸のヘーニッシュ区から見た旧市街のパノラマ。

### 博物館と遊園地
- 聖堂参事館は、市内の最も古い街区であるフィッシャー街（漁師街）にあり、フェルデン歴史博物館が入居している。ここには人類最古の3つの木製器具の一つである「レーリンゲンの槍」やネアンデルタール人のグループが森の象を狩った事を示す出土品群が収蔵されており、人類史の研究上世界的に重要な施設である。
- ホルツマルクトのドイツ馬博物館。ドイツで唯一の馬の文化史博物館で、馬が人との暮らしの中で果たしてきた役割について展示している。
- マジック・パーク・フェルデンは、魔法や童話をテーマとする子供のための遊園地である。

### 自然と記念碑
- ザクセンハイン（ダウエルゼン区）には、大きなオーク(de:Eichen)の木の両側に4,500個の石を敷いた小径がある。これは、ここで処刑されたザクセン人を記念して1935年に造られたものである。
- 聖堂墓地には、柵が人目を引く「ゴルトマンの墓」がある。ここに葬られているフランツ・ゴルトマンは1818年5月11日に狩猟の事故により20歳で亡くなった。父親のハルツ・クリストフ・ゴルトマンは息子の遺産として1,000ターラーで基金を創った。毎年5月11日に、毎年この日に結婚する「非の打ち所がない高潔な女性」で、その前日にフランツ・ゴルトマンの墓に花を捧げ、祈りを唱えた者に30ターラーを贈ることにした。この遺贈は現在も行われている。
- フェルデン市近郊にはフェルデン砂丘自然保護区がある。
- 旧市街にはドイツで唯一のジョン・レノン記念碑がある。これはジョン・レノンが出演した映画『ジョン・レノンの 僕の戦争』がフェルデンで撮影されたことを記念したものである。

### 年中行事
- 馬の競市、国内・国際馬上試合、競馬、その他馬に関わる催し物やレジャースポーツ。
- フェルデン聖堂祭: 北ドイツで最も古い大衆祭の一つ。6月初め。
- 喜びの主日の贈り物: パンとニシンが振る舞われる。
- 聖堂祝祭劇: 聖堂の影で季節毎に行われる野外演劇。
- フェルデン・ジャズとブルースの日。
- 短編映画祭「フィルムザラート」（映画サラダ）。1987年から行われている。
- アウトゾーンターク（自動車の日曜日）。年に1回行われる。
- スポーツとショー。年に1回、多くは1月に行われる。
- フェルデン・ダンスナイト。年に3回行われる。

## 経済と社会資本

### 経済
市内にある大きな企業には以下のものがある: ペット用品のマース・ペットケア、ケーキとワッフルのハンス・フライターク、冷蔵・冷凍倉庫・流通業のノルトフロスト、食肉加工のバーデンホープ、機械製造の Focke & Co. 包装機械、Vemag 機械および施設製造、Thom 金属・機械製造、KHSヘンゼン包装 GmbH、電子産業のブロック・トランスフォーマトーレン、土木・建設業のマタイ道路建設、ホルツカム建設、動物ブリーダーのマスターリント GmbHなどがある。市の周辺には特に馬の生産者や乳製品関連産業に携わる者が多い。

### 交通

#### 道路
フェルデンは連邦アウトバーンA27号線（クックスハーフェン - ブレーメン - ヴァルスローデ）、連邦道B215号線（ローテンブルク (ヴュンメ) - ニーンブルク/ヴェーザー - ミンデン）および州道L171号線（フェルデン - フィッセルヘーヴェデ - シュネーファーディンゲン）とL203号線に面している。ベルリン工科大学の建築博物館には、「フェルデンのアラー橋」の建設状況を示す3枚の写真が保存されている。

#### 鉄道
フェルデンは鉄道ブレーメン - ハノーファー線およびミンデンからローテンブルク (ヴュンメ)に至るヴェーザー＝アラー鉄道の沿線に位置する。両路線はともにドイツ鉄道の鉄道網の一部をなす。フェルデン (アラー) 駅にはインターシティ、レギオナルエクスプレス、レギオナルバーンの列車が停車する。将来はブレーメンSバーン網に組み込まれる予定である。
この他に、フェルデンはフェルデン - ヴァルスローダー鉄道GmbH (VWE) の本社所在地でもある。この会社はフェルデンからシュテンメンまでの12.5kmの区間と、ベーメからヴァルスローデまでの路線を運営している。以前は両路線は接続されていた。VWEの路線は貨物列車と時折保存鉄道が走るだけである。マースの工場はVWEの路線によって鉄道網と結ばれている。

#### 近郊公共旅客鉄道
市内を地方ローカルバスが運行している。フェルデンはブレーメン＝ニーダーザクセン交通連盟に加盟している。市内の交通とキルヒリンテルンへの路線はフェルデン交通会社 (VVG)（VWEの子会社である）が運営している。これ以外の路線はほとんどフェルデン - ヴァルスローデ鉄道会社が、そして残りのわずかな路線をヴェーザー＝エムス・バス (WEB) が運営している。

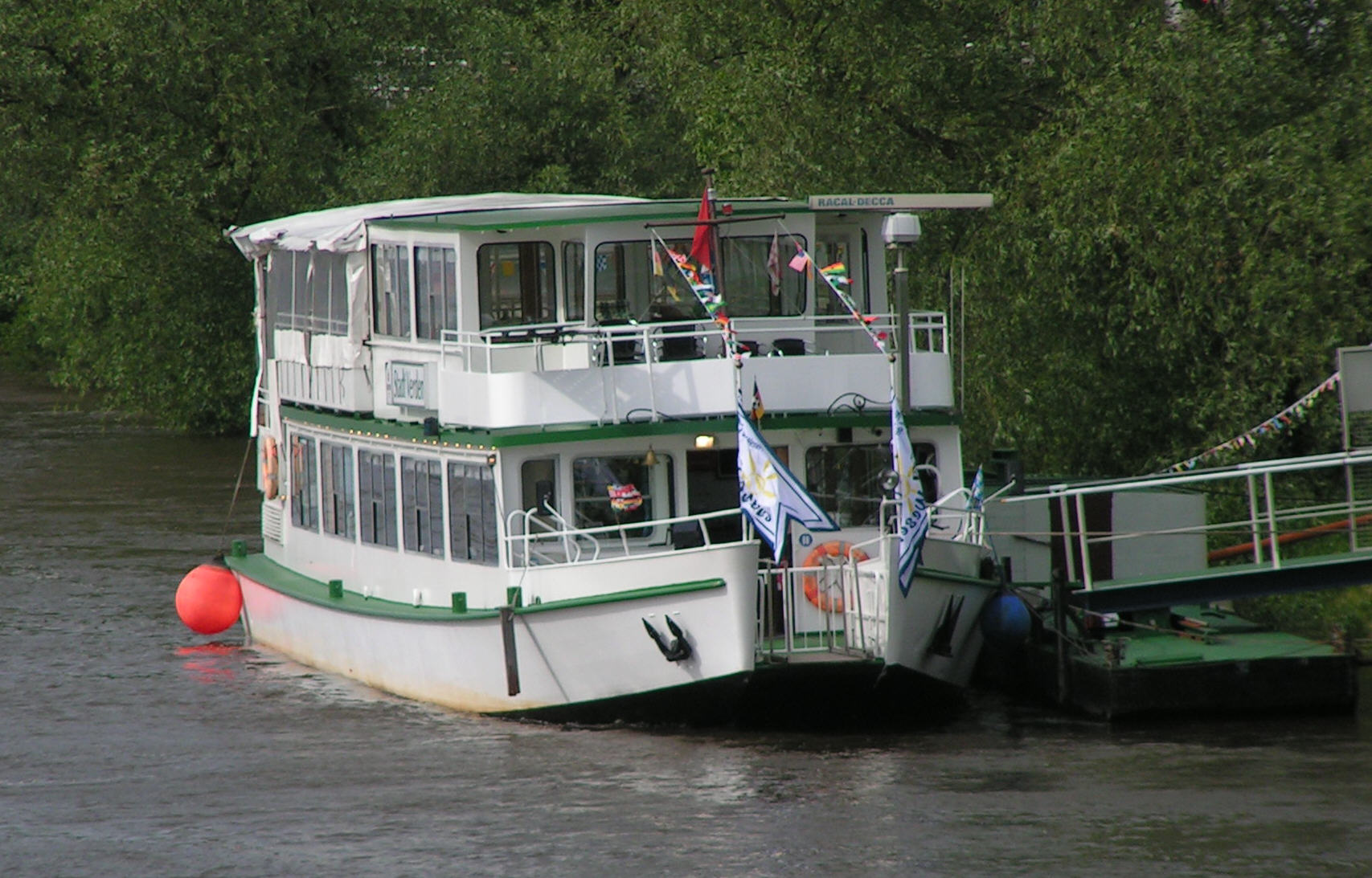
アラー川の観光船

#### 水路
市の中核部には、船の航行（ほんのわずかなスポーツボートや観光船が航行するだが）が可能なアラー川に面している。アラー川は市の北側（ダウエルゼン近郊のアイセル地区）でヴェーザー川に合流する。ヴェーザー川は産業用船舶の航行に利用される。
この2本の川に挟まれた地域は冬の終わりに定期的に洪水が起きる。このため州道203号線（フェルデン - ブレンダー）やアイセル - フェルデン間の郡道、アイセル - ランクヴェルト間の郡道はそのたびに通行止めになる。この間アイセル地区はボートでしか行くことができなくなり、ブレンダー方面からの自動車やオートバイはホーヤやアヒムを経由する何kmもの迂回路を通らなければならない。

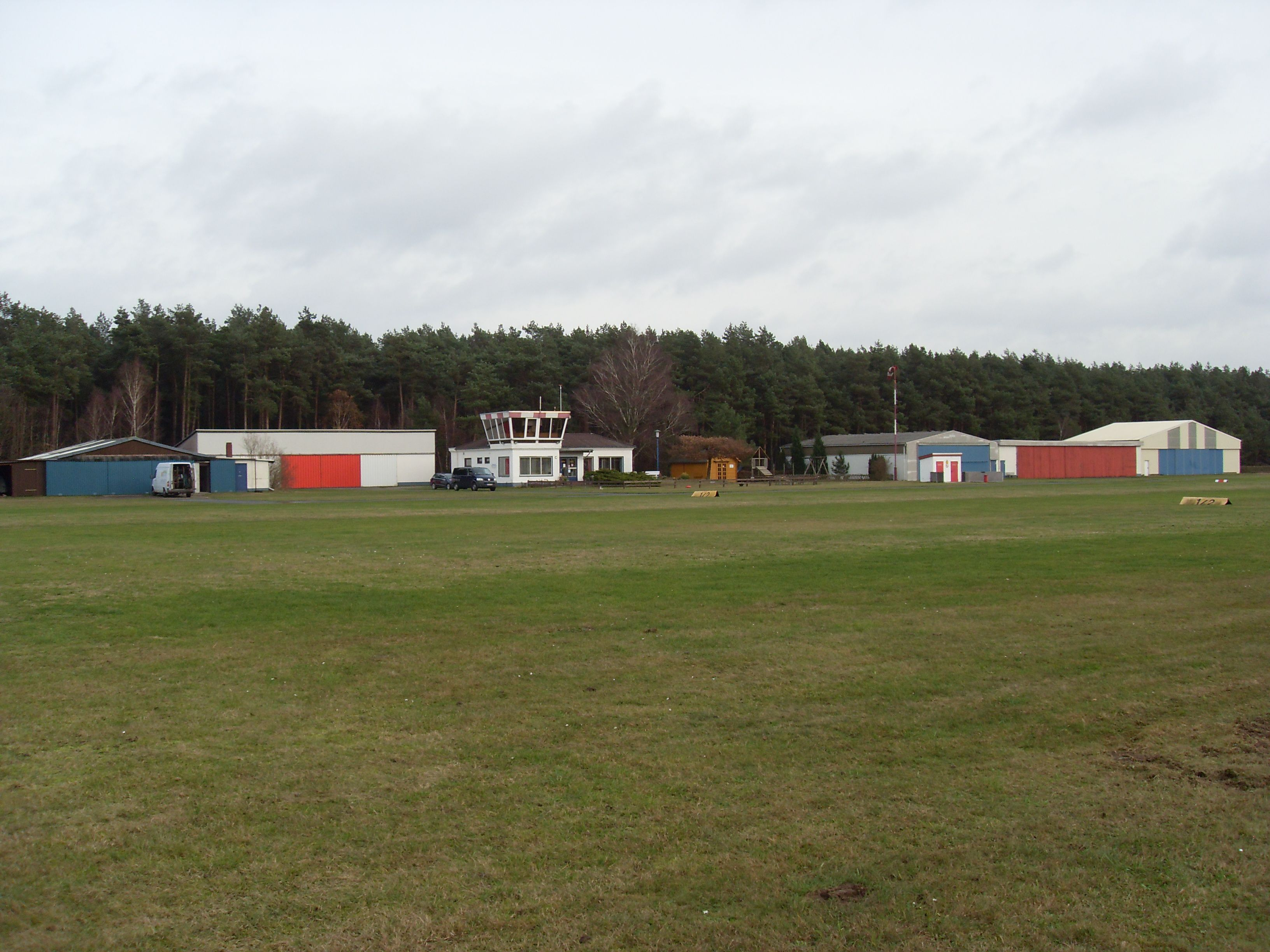
フェルデン＝シャルンホルスト飛行場

#### 空路
フェルデン＝シャルンホルストにはフェルデン＝シャルンホルスト飛行場（ICAOコード: EDWV）がある。この飛行場は地方交通飛行場に分類され、最大離陸重量は2000kgまでである。

### 公共施設
- 市役所
- 市立図書館
- 自衛消防団
- 汚水処理場（民営）

### 教育
- 基礎課程学校 5校
- 本課程学校: クラウス・シュテルテベーカー・シューレ
- 特殊学校: アンドレアス・シューレ、ヤヌシュ・コルチャック・シューレ
- 実科学校
- ギムナジウム・アム・ヴァルト
- ドームギムナジウム・フェルデン: 1002年以前に創立された。
- フェルデン職業教育学校: フェルデンで最も学生数が多い。
- 郡立市民大学

### 病院
- フェルデンは、アヒムとともに一般診療病院であるアラー＝ヴェーザー病院の所在地である。

### 社会施設
- フェルデン・ユースホステル
- 老人ホーム: 聖ヨハニス老人ホーム、聖ヨーゼフ老人ホーム

### スポーツ
フェルデンには40以上のスポーツクラブがあり、様々なスポーツの機会が多い。多くの小さなグランドや体育館の他に、ベルリナー・リンクのスタジアムとアラー＝ヴェーザー・ハレが大規模なスポーツ施設として挙げられる。ニーダーザクセンハレでは主に騎馬競技や動物のオークションが開催されている。

### 家畜生産
フェルデンは馬生産の中心地である。ハノーファー馬連盟の本部はフェルデンにあり、ニーダーザクセンハレでは国際的な買い付け人が来るハノーファー・オークションが開催される。また、牛生産も重要な役割を担っている。地元のマスターリントGmbHは、やはりニーダーザクセンハレで牛のオークションを行っている。

### その他

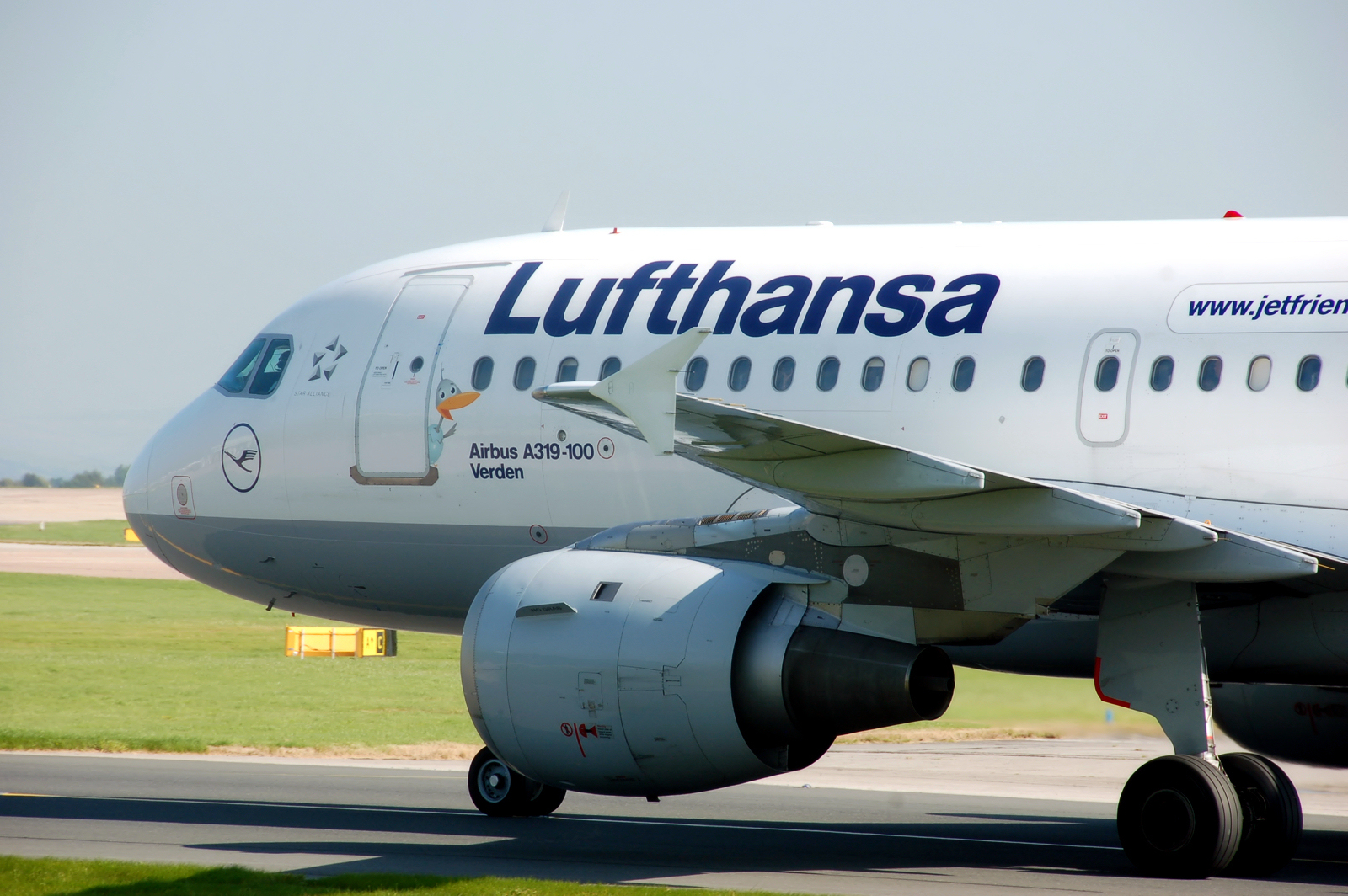
フェルデンの名が付けられたエアバスA319

- ルフトハンザのエアバスA319-114（D-AILU、シリアルナンバー: 744）に1977年、フェルデンという名が付けられた。これ以前にはボーイング737-230（D-ABMF、23158/1089）にこの街の名が付けられていた。
- フェルデン市は、1966年にドイツ海軍の高速艇「ヒエーナ」に対する支援関係を締結した。この艦艇はヴァーネミュンデを母港とする第7高速船隊に属している。

## 人物

### ゆかりの人物
- カール・フォン・アイネム（1853年 - 1934年）プロイセンの戦争大臣
- ヴァルター・フォン・ザイトリッツ＝クルツバッハ（1888年 - 1976年）ドイツ国防軍砲兵大将
- ルートヴィヒ・シュトゥッベンドルフ（1906年 - 1941年）1936年ベルリンオリンピック総合馬術の個人・団体優勝選手

## 引用
1. ↑  Landesamt für Statistik Niedersachsen, LSN-Online Regionaldatenbank, Tabelle A100001G: Fortschreibung des Bevölkerungsstandes, Stand 31. Dezember 2023
2. ↑  Max Mangold, ed (2005). Duden, Aussprachewörterbuch (6 ed.). Dudenverl. p. 814. ISBN 978-3-411-04066-7
3. ↑  Joachim Woock, Rede anlässlich der Wanderausstellung "Justiz im Nationalsozialismus", 2002
4. ↑  Marc Buggeln: In: Wolfgang Benz, Barbara Distel 編: Der Ort des Terrors. Geschichte der nationalsozialistischen Konzentrationslager. Bd. 5, Hinzert, Auschwitz, Neuengamme. Beck-Verlag, München 2007, p. 530. ISBN 3-406-52965-8
5. ↑  アラー橋建造時の3枚の写真